# 양천허씨 노비분재기
양천허씨 노비분재기는 대한민국 경기도 용인시 처인구 원삼면에 있는 문서이다. 1992년 10월 12일 용인시의 향토문화재 제36호로 지정되었다.

## 참고 문헌
- 양천허씨 노비분재기 - 용인시의 문화관광 - 향토유적